# Odontopera justa
Odontopera justa là một loài bướm đêm trong họ Geometridae.